# Lyrotylus persicus
Lyrotylus persicus är en insektsart som beskrevs av Boris Petrovich Uvarov 1923. Lyrotylus persicus ingår i släktet Lyrotylus och familjen gräshoppor. Inga underarter finns listade i Catalogue of Life.